# سید تقی رفیق‌آبادی
سیدتقی رفیق‌آبادی، روستایی از توابع بخش ماهیدشت شهرستان کرمانشاه در استان کرمانشاه ایران است.

## جمعیت
این روستا در دهستان ماهیدشت قرار دارد و براساس سرشماری مرکز آمار ایران در سال ۱۳۸۵، جمعیت آن ۱۱۲ نفر (۲۴خانوار) بوده‌است.